# Who's Been Sleeping Here?
Pistes de Between the Buttons
Please Go Home
(8) Complicated
(10)
Who's Been Sleeping Here? est une chanson des Rolling Stones paru sur l'album Between The Buttons en 1967.
La chanson est enregistrée durant la session du 8 novembre au 6 décembre 1966 à Londres à l'Olympic Studio avec Nicky Hopkins au piano.

## Analyse artistique

### Analyse des paroles
Cette chanson raconte l'histoire d'un homme rentrant de voyage découvre que sa femme a eu une visite pendant son absence ("Qui a mangé dans mon assiette ?"). Il veut à tout prix savoir "qui a couché ici". Sa femme ne lui répondant pas, il se tourne vers les personnages les plus improbables (dont un cavalier rieur ou un boulanger).
Cette chanson témoigne clairement l'influence de Bob Dylan sur les Stones car on retrouve des personnages dignes de l'artiste américain (comme le cavalier rieur), faisant penser à Highway 61 Revisited et Blonde On Blonde. 
Il y a aussi dans cette chanson une attaque contre les médias, qualifiés de "vieux marchand[s] de journaux sans flair". Quant à la musique, elle est folk rock à l'instar de Dylan.

### Structure musicale

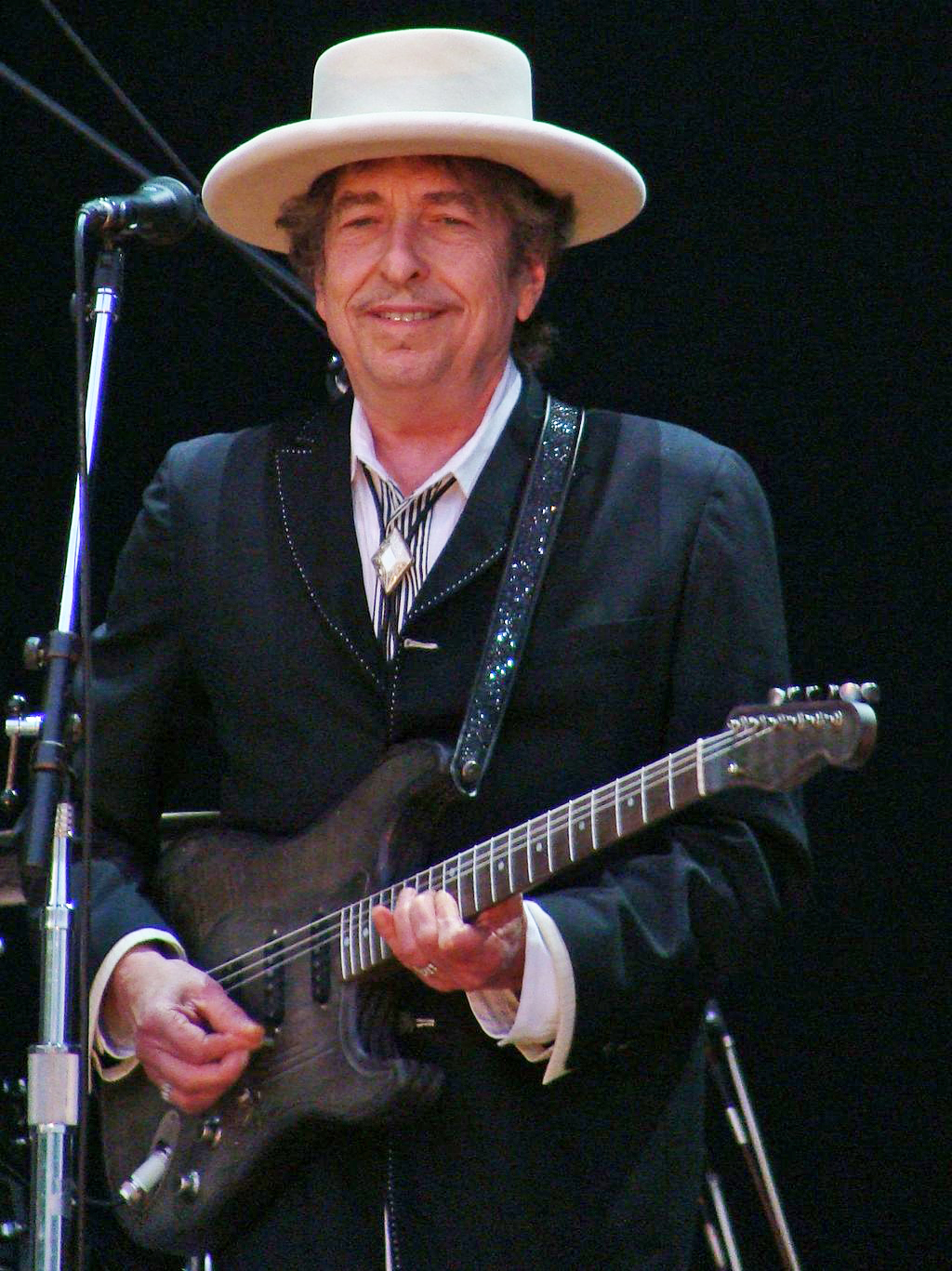
Bob Dylan (ici en 2010) a fortement influencé les Stones, comme en témoigne cette chanson.

Dès les premières mesures, les Stones s'aventurent sur les terres du Minnesota. Keith Richards réussit une bonne introduction avec sa Gibson Hummingbird, pendant que le jeu d'harmonica de Brian Jones se calque totalement sur celui de Dylan. L’interprétation de Mick Jagger est excellente, tout en gardant son identité, sans overdub vocal pour le soutenir. Le jeu de Bill Wyman et Charlie Watts font penser à celui à Highway 61 Revisited et l'on s'attend à l'intervention de Mike Bloomfield à la guitare. Mais c'est Keith qui se charge de la guitare solo, pendant que Brian assure la partie rythmique avec sa Gibson Firebird VII. Enfin, l'interprétation la plus remarquable est celle de Nicky Hopkins au piano avec un jeu à la fois romantique et rock, bien que, emporté par son jeu, laisse un doigt commettre une fausse note vers 2 minutes 41 seconde !,
Cependant, la seule couleur instrumentale qui échappe à toute comparaison avec Dylan est une guitare saturée passée à l'envers et noyée dans la réverbération sur le premier couplet.

## Fiche technique

### Interprètes
- Mick Jagger - chant, tambourin
- Keith Richards - guitare acoustique, guitare solo
- Brian Jones - harmonica, guitare rythmique
- Bill Wyman - basse
- Charlie Watts - batterie
- Nicky Hopkins - piano

### Équipe technique
- Andrew Loog Oldham - producteur
- Glyn Johns - ingénieur du son
- Eddie Kramer - ingénieur du son assistant